# 阿舍山
84°57′S 172°04′E / 84.950°S 172.067°E
阿舍山（英語：Mount Usher），是南極洲的山峰，位於杜費克海岸，處於布蘭道冰川終點西南面6.4公里的凱爾蒂冰川南岸，由英國探險隊發現和命名，現時由南極條約體系管理。